# Charles Lenormant

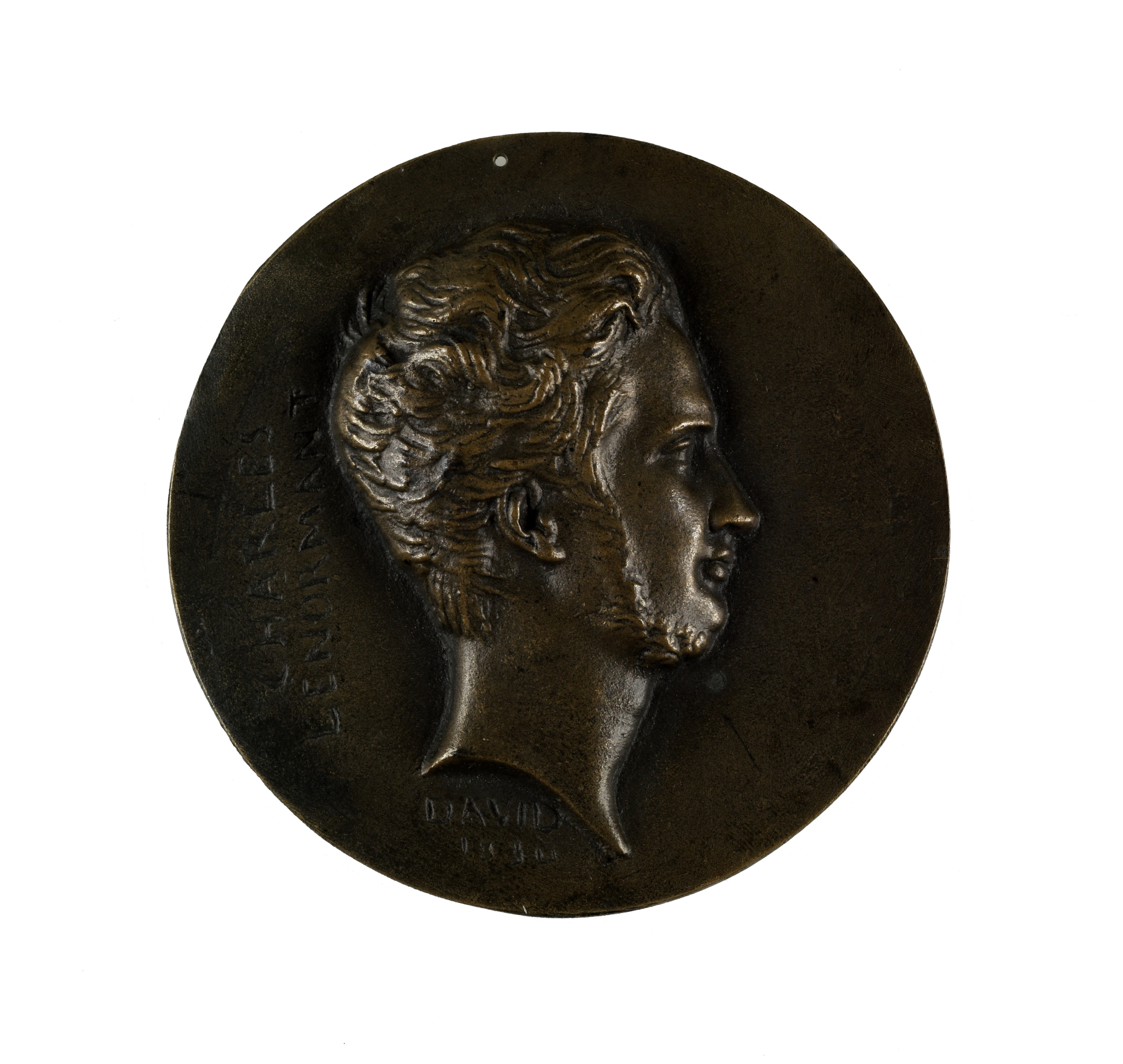
Medallón de Lenormant, de d'Angers

Charles Lenormant (París, 1 de junio de 1802 - Atenas, 22 de noviembre de 1859) fue un arqueólogo francés.

## Biografía
Tras estudiar en el Lycée Charlemagne y el Lycée Napoléon, se dedicó a la abogacía, pero una visita a Italia y Sicilia (1822-1823) despertó su entusiasmo por la arqueología. En 1825 fue nombrado subinspector de Bellas Artes y pocos meses después se casó con Amelia Syvoct, sobrina e hija adoptiva de la célebre Madame Récamier. Visitó Italia, Bélgica y Países Bajos, y acompañó a Jean-François Champollion a Egipto en julio de 1828, donde se dedicó al estudio de obras arquitectónicas.
En marzo de 1829, viajó por Grecia como subdirector del departamento arqueológico de la expedición científica de Morea. Al regresar fue nombrado conservador de las obras de arte de la Biblioteca Real. Aunque su cátedra era de historia moderna, dio conferencias principalmente sobre historia antigua, en particular sobre los orígenes de la civilización griega. En 1836 fue nombrado conservador de libros impresos de la Biblioteca Real y en 1839 fue elegido miembro de la Academia. En 1840 fue nombrado conservador del Gabinete de Medallas.
François Guizot, ministro de Asuntos Exteriores en 1841, envió a Lenormant en misión a Grecia. Al regreso de esta segunda visita, Lenormant prosiguió con sus conferencias en la Sorbona, realizando un particular estudio de las fuentes de la civilización cristiana. Este estudio lo convirtió al cristianismo y desde entonces sus conferencias denotaron su profunda fe católica. Explicitó sus convicciones en sus Questions historiques (París 1845), en su obra Associations religieuses dans la société chrétienne (París 1866) y en muchos artículos de la revista católica francesa Correspondant. Sus escritos fueron influyentes en la discutida cuestión de la libertad de enseñanza (liberté d'enseignement ).
En 1846, los estudiantes de la Sorbona, en represalia por su participación en la supresión de la cátedra de Edgar Quinet, obligaron a Lenormant a renunciar a su cátedra; luego se le asignó la dirección del Corresponsal, de la que dimitió en 1855. En 1848 fue nombrado director de la comisión de monumentos históricos, y en 1849 un voto casi unánime de los miembros de la Academia lo nombró catedrático de arqueología en el Collège de France . Desde entonces se dedicó por completo a enseñar arqueología egipcia. Murió durante una expedición en la que pretendía iniciar a su hijo en el conocimiento de los monumentos de la antigüedad. Su tumba está en la cima de la colina ateniense de Colono, junto a la de Karl Otfried Müller.

## Obras publicadas
Muchos artículos de la pluma de Lenormant aparecieron en los Annales de l'Institut archéologique de Rome, las Mémoires de l'Académie des Inscriptions, la Revue de Numismatique y el Correspondant. Sus principales obras publicadas de forma independiente son:
- Les Artistes contemporains (París, 1833, 2 vols.)
- Introduction à l'histoire de l'Asie occidental (París, 1838)
- Musée des Antiquités égyptiennes (París, 1842)
- Questions historiques (París, 1845)

junto con dos valiosas colecciones:
- Trésor de numismatique et de glyptique (París, 1834-50) (en colaboración con Paul Delaroche y Henriquel Dupont )
- Élite des monuments céramographiques (1844-58) (con Jean de Witte ).

1. ↑  Baedeker, Karl (1896). Athens and Its Immediate Environs. Baedeker. p. 74. Consultado el 14 de enero de 2016.